# Dielocroce elegans
Dielocroce elegans är en insektsart som först beskrevs av Olga M. Martynova 1930.  Dielocroce elegans ingår i släktet Dielocroce och familjen Nemopteridae. Inga underarter finns listade i Catalogue of Life.